# È
È  ou è pode ser
- A letra E com um acento grave.
- No inglês, a letra "è" pode ser usada em textos poéticos para determinar que a última sílaba de um verbo no pretérito seja pronunciada separadamente. Por exemplo, o "è" em "blessèd" (abençoado) indica que a palavra deve ser pronunciada ""bles"-"sed"" ao invés de "blest". "È" tambem pode ser usado em palavras emprestadas como o italiano "caffè".
- No italiano, "è" significa "ser" ou "é", por exemplo "il cane è piccolo", significando "o cachorro é pequeno". "È" deriva do latim "est" e é acentuado para se distinguir de "e", que significa "e" no português.
- No latim macedônico, "è" é equivalente a letra "Ye" com acento grave.